# Rushlee Buchanan
Rushlee Buchanan (Te Awamutu, 20 januari 1988) is een Nieuw-Zeelands voormalig wielrenster. Ze werd diverse keren Nieuw-Zeelands kampioene op de weg, in het tijdrijden en op de baan.
Buchanan nam deel aan de Gemenebestspelen 2010 en 2014, de laatste keer werd ze 14e in de wegwedstrijd. In de puntenkoers werd ze 7e en 5e.
Ze werd namens Nieuw-Zeeland vijfde op de Olympische Zomerspelen 2016 in Rio de Janeiro in de ploegenachtervolging, samen met Lauren Ellis, Racquel Sheath en Jaime Nielsen.

## Palmares

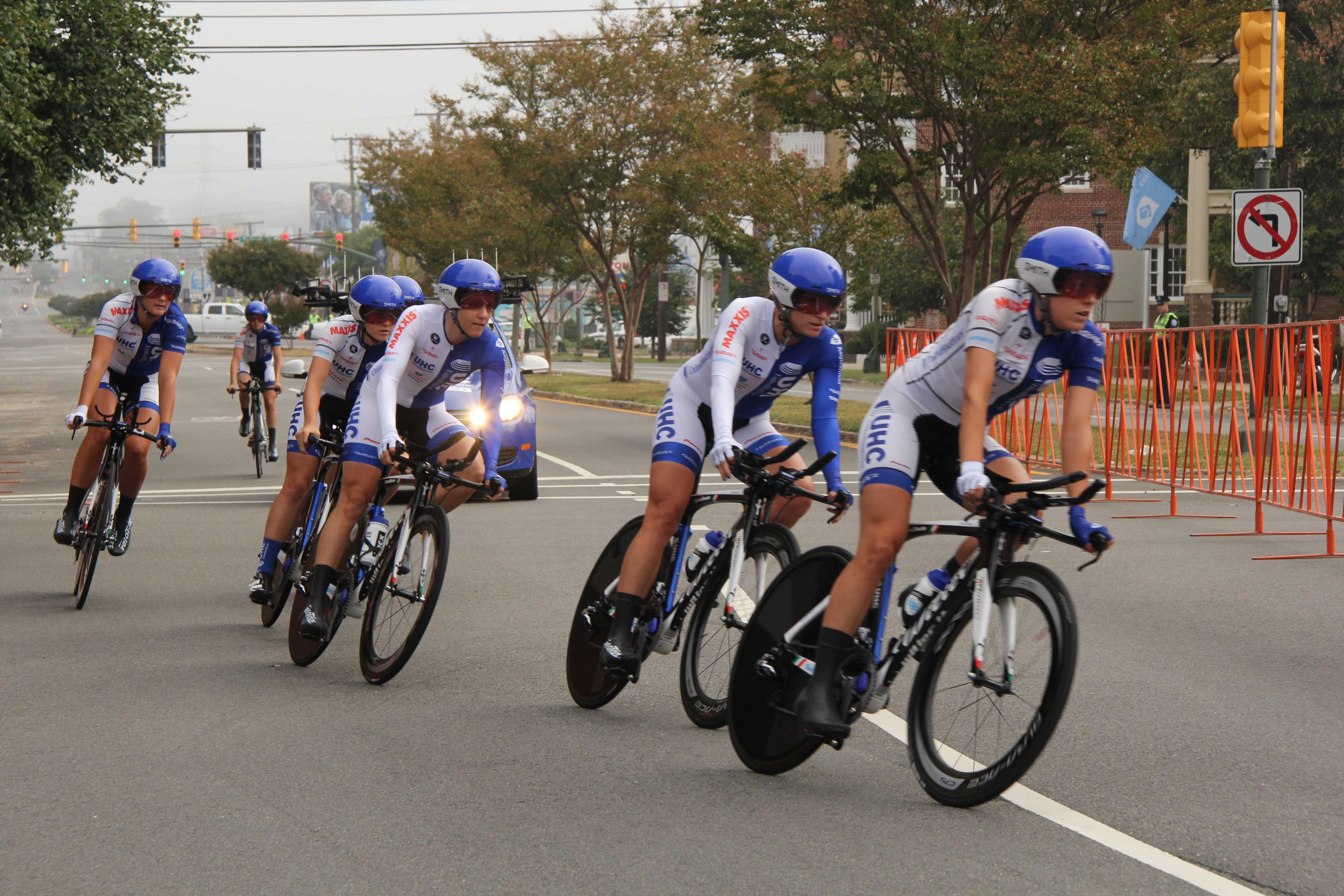
Tijdens het WK ploegentijdrit 2015

2010
- Nieuw-Zeelands kampioene op de weg
- Nieuw-Zeelands kampioene ploegenachtervolging
- Nieuw-Zeelands kampioene scratch
- Wereldkampioenschappen baanwielrennen ploegenachtervolging

2011
- Nieuw-Zeelands kampioenschap op de weg

2013
- Oceanisch kampioene ploegenachtervolging
- Oceanisch kampioene scratch

2014
- Nieuw-Zeelands kampioene op de weg

2016
- Nieuw-Zeelands kampioene op de weg
- Nieuw-Zeelands kampioene tijdrijden

2017
- Nieuw-Zeelands kampioene op de weg
- Nieuw-Zeelands kampioenschap tijdrijden

2019
- Wereldbeker baanwielrennen Cambridge: ploegenachtervolging